# 帕吉
帕吉，是匈牙利佩斯州所辖的一个村。总面积39.30平方公里，总人口6967，人口密度177.3人/平方公里（2011年1月1日）。